# Mudejarové

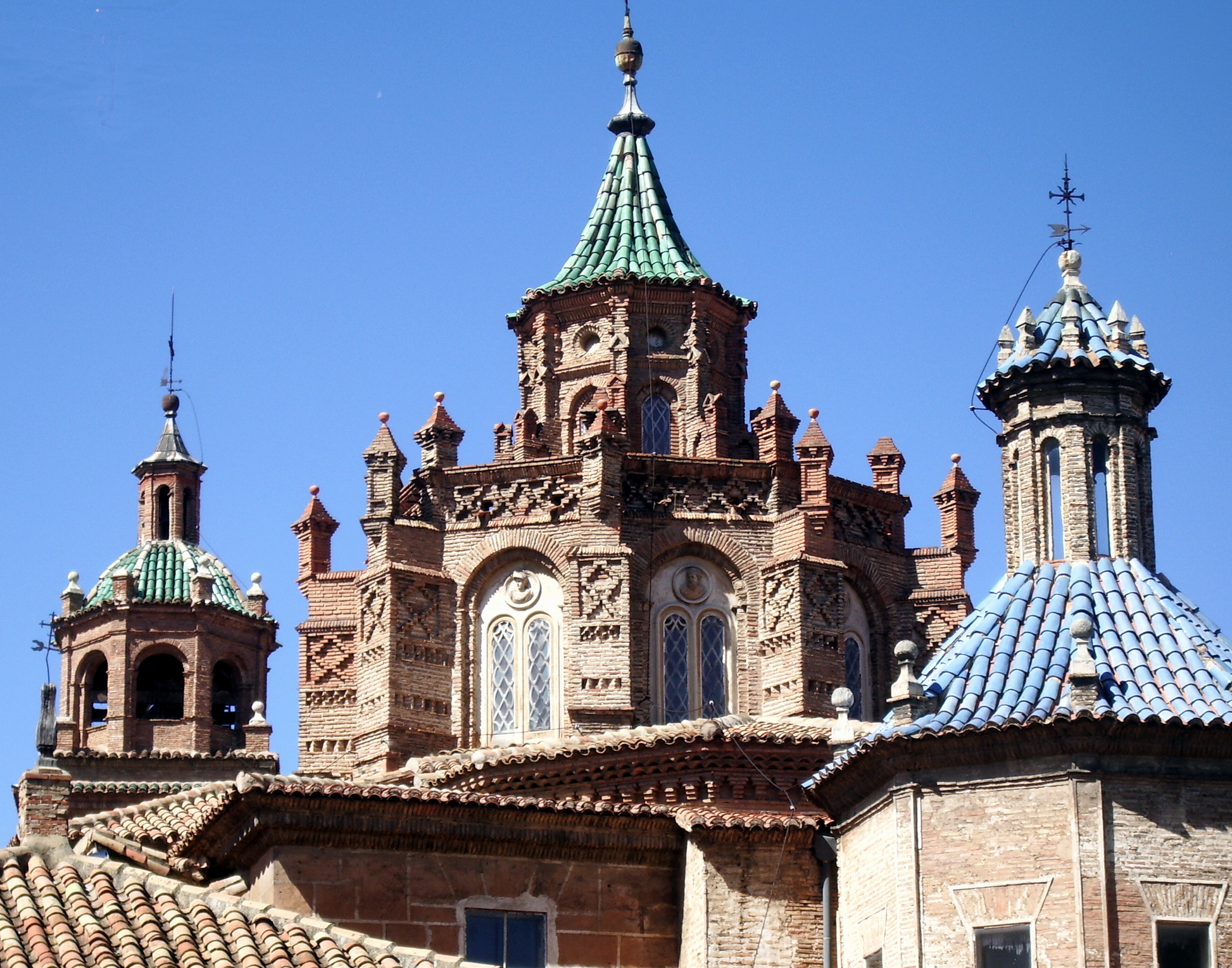
Katedrála v Teruelu postavená mudejarským stylem

Mudejarové (šp. mudéjar [mudechar], z arabského mudajjan مدجّن, tj. ten, komu bylo povoleno zůstat, usazený) bylo označení pro muslimy, kteří zůstali na reconquistou dobytém španělském území a kteří se nevzdali náboženství. V rámci křesťanských států si zachovali vlastní instituce, jazyk a kulturu, ale nebylo jim dovoleno vstupovat do státních služeb, proto se uplatnili zejména jako řemeslníci a jako stavitelé, dokonce vytvořili i svébytný mudejarský styl, v kterém se kombinují prvky evropského a islámského umění (viz mudéjarská architektura v Aragonii). Na mudejary byl záhy vyvíjen tlak, aby konvertovali ke křesťanství (takovíto konvertité byli nazýváni moriskové) a po pádu poslední muslimské bašty na Pyrenejském poloostrově Granady v roce 1492 prakticky úplně vymizeli.